# Jurbanite
La jurbanite è un minerale. Il nome è stato attribuito in riferimento al collezionista di minerali Joseph John Urban che osservò per primo questo minerale in natura.

## Morfologia
La jurbanite si presenta solitamente in stalattiti o incrostazioni, i cristalli sono prismatici lunghi fino a 0,3 mm.

## Origine e giacitura
È un minerale secondario raro che si forma nelle gallerie ricche di umidità che attraversano le zone ossidate dei giacimenti di solfuri in rocce ricche di alluminio. Probabilmente si forma direttamente per azione dell'acqua presente alla temperatura di 27 °C ed un'umidita del 100%.